# Hövszgöl járás
Hövszgöl járás (mongol nyelven: Хөвсгөл сум) Mongólia Kelet-Góbi tartományának egyik járása. Területe 8400 km². Népessége kb. 1800 fő.
Székhelye, Hövszgöl (Хөвсгөл) 160 km-re fekszik Szajnsand tartományi székhelytől.